# Sites mégalithiques de Lot-et-Garonne
| \| Agen Marmande Nérac Villeneuve-sur-Lot \| Répartition géographique des mégalithes. · : dolmen - : menhir - : autre site mégalithique |
| Agen Marmande Nérac Villeneuve-sur-Lot                                                                                                  |

## Généralités
Dans le département, les sites mégalithiques se concentrent dans deux zones géographiques : à l'est, dans le Villeneuvois, et au sud-ouest, près de Nérac. Il s'agit très souvent de monuments du type allée couverte, comme il est possible d'en observer couramment en Gironde, de style classique (allées dites "girondines") ou comportant quelques variantes (allées dites "d'Aquitaine").
Bien que les premières études de monuments apparaissent dès la seconde moitié du XIXe, les fouilles archéologiques entreprises se sont limitées à des initiatives personnelles de quelques érudits locaux et elles ont rarement fait l'objet de publications. « Aucune fouille exhaustive, répondant aux exigences actuelles, n'a été conduite dans l'un ou l'autre de ces monuments ». En conséquence, les connaissances accumulées sur les mégalithes du département demeurent très insuffisantes.

## Inventaire non exhaustif
| Nom usuel                            | Commune                         | Remarque                                                                                | Protection        | Coordonnées                 | Illustration                |
| ------------------------------------ | ------------------------------- | --------------------------------------------------------------------------------------- | ----------------- | --------------------------- | --------------------------- |
| Allées funéraires de Grézac          | Auradou                         | autre nom Tombeaux des Anglais                                                          |                   | 44° 21′ 33″ N, 0° 47′ 43″ E | Allées funéraires de Grézac |
| Allée funéraire du Passage-de-Serbat | Barbaste                        |                                                                                         |                   | 44° 09′ 04″ N, 0° 17′ 38″ E |                             |
| Peyrelède                            | Boudy-de-Beauregard             | menhir                                                                                  | détruit           |                             |                             |
| Menhir de la Lande de Guitard        | Boussès                         |                                                                                         | détruit ou enfoui |                             |                             |
| Menhir du Râle                       | Brugnac                         |                                                                                         |                   | 44° 27′ 31″ N, 0° 27′ 39″ E | Menhir du Râle à Brugnac    |
| Menhir de Sur le Roc                 | Castelmoron-sur-Lot             |                                                                                         | détruit           |                             |                             |
| Allée couverte de Caubeyres          | Caubeyres                       |                                                                                         | ruinée            | 44° 15′ 18″ N, 0° 12′ 12″ E |                             |
| Allée funéraire de Saltrès           | Courbiac                        |                                                                                         |                   | 44° 22′ 56″ N, 1° 02′ 01″ E |                             |
| Tumulus de la Garenne                | Cuq                             |                                                                                         |                   | 44° 05′ 14″ N, 0° 41′ 43″ E |                             |
| Peyrelevade                          | Dévillac                        |                                                                                         | détruit en 1938   |                             |                             |
| Menhir du Marais de Matras           | Durance                         |                                                                                         | détruit           |                             |                             |
| Allée funéraire de Honrède           | Espiens                         |                                                                                         |                   | 44° 10′ 25″ N, 0° 23′ 47″ E |                             |
| Allée couverte de Cranté             | Fargues-sur-Ourbise             |                                                                                         |                   |                             |                             |
| Allées funéraires de Lumé            | Fargues-sur-Ourbise             | autres noms Chambre des Fées, Lit de Gargantua                                          | Classé MH (1889)  | 44° 13′ 17″ N, 0° 08′ 00″ E |                             |
| Menhir de Roudès                     | Fargues-sur-Ourbise             | autre nom Pierre de La Gageante                                                         |                   | 44° 14′ 32″ N, 0° 12′ 04″ E |                             |
| Tumulus de Laprade                   | Ferrensac                       |                                                                                         |                   |                             |                             |
| Menhir de la Gran-Peyro              | Layrac                          |                                                                                         | ruiné             | 44° 06′ 48″ N, 0° 41′ 05″ E |                             |
| Nécropole mégalithique du Bosc       | Masquières et Tournon-d'Agenais | autres noms Alignements du Bosc, Tombeaux des Géants                                    | Inscrit MH (1952) | 44° 23′ 45″ N, 1° 01′ 37″ E | Alignements du Bosc         |
| Las Tres Peyres                      | Monbahus                        | Allée funéraire                                                                         | détruit           |                             |                             |
| Menhir de la Forêt de Gondon         | Monbahus                        | autre nom Lou Caillaou Pinquat                                                          | détruit           |                             |                             |
| Mégalithe de Vidalot                 | Monflanquin                     | Sépulture sous dalle                                                                    | détruit           |                             |                             |
| Allée Funéraire de Lesplaces         | Pindères                        | Allée Funéraire                                                                         | détruit           |                             |                             |
| Allée funéraire de Cabeil            | Pompiey                         | autre nom Allée couverte de Choisy ; 2 allées couvertes adjacentes et de type différent | Classé MH (1969)  | 44° 11′ 32″ N, 0° 14′ 07″ E |                             |
| Menhir de Foncouverte                | Pujols                          | autre nom Borne des Seignous                                                            | détruit           |                             |                             |
| Las Naou-Peyros                      | Réaup-Lisse                     | cromlech reconstruit                                                                    |                   | 44° 06′ 19″ N, 0° 08′ 39″ E | Cromlech de Las Naou-Peyros |
| Peyre Soule                          | Réaup-Lisse                     |                                                                                         | ruinée            |                             |                             |
| Allée funéraire de Chanteloube       | Sainte-Colombe-en-Bruilhois     |                                                                                         |                   | 44° 11′ 20″ N, 0° 29′ 29″ E |                             |
| Pierre Quillée                       | Sainte-Colombe-en-Bruilhois     | autres noms : Menhir de Higaros ; Menhir de Mourrens ; La Carrerasse                    |                   | 44° 11′ 03″ N, 0° 30′ 18″ E |                             |
| Menhir à Bagel                       | Saint-Front-sur-Lémance         |                                                                                         | enterré           |                             |                             |
| Tumulus de Lamothe                   | Saint-Léon                      |                                                                                         |                   | 44° 16′ 27″ N, 0° 14′ 09″ E |                             |
| Peyrelevade                          | Sauveterre-la-Lémance           | menhir probable                                                                         |                   |                             |                             |
| Pantoufle du Diable                  | Soumensac                       | Autres noms : Pierre du Diable ; Petite Roche Pierre à pédiforme                        | ruiné             | 44° 40′ 50″ N, 0° 20′ 38″ E | Pierre du Diable            |
| Menhir de la Croix-du-Diable         | Tayrac                          | autre nom Menhir de Libas                                                               |                   | 44° 12′ 21″ N, 0° 51′ 14″ E |                             |
| Tumulus de Lancement                 | Thézac                          |                                                                                         | détruit           |                             |                             |
| Roc des Anglès                       | Villeneuve-sur-Lot              | Allée funéraire                                                                         | détruit           |                             |                             |